# 奧地利的卡爾·路德維希 (1833-1896)
卡爾·路德維希大公（德語：Archduke Karl Ludwig of Austria；1833年7月30日—1896年5月19日），奥地利皇帝弗朗茨·约瑟夫一世之弟。侄子魯道夫皇儲死後成為奥地利皇儲。
卡爾·路德維希的父亲是奧地利皇帝斐迪南一世的弟弟法蘭茲·卡爾，母亲是巴伐利亚國王路德維希一世的妹妹苏菲公主。

## 家庭
1856年，卡爾·路德維希與薩克森的瑪格麗特結婚，兩人沒有子女。
瑪格麗特於1858年去世。1862年，卡爾·路德維希與兩西西里的瑪麗亞·安農齊亞塔結婚，兩人共有3子1女：
1. 法蘭茲·斐迪南（1863年—1914年）
2. 奧托·法蘭茲（1865年—1906年）
3. 斐迪南·卡爾（1868年—1915年）
4. 瑪格麗特·索菲（1870年—1902年）

瑪麗亞·安農齊亞塔於1871年去世。1873年，卡爾·路德維希與布拉干薩的瑪麗亞·特蕾莎結婚，兩人共有兩個女兒：
1. 瑪麗亞·安農齊亞塔（1876年—1961年）
2. 伊麗莎白·艾瑪莉亞（1878年—1960年）